# Nati nel 1074
| Questa pagina contiene informazioni ricavate automaticamente dalle voci biografiche con l'ausilio del template Bio e di un bot. L'aggiornamento è periodico e automatico e ricostruisce completamente la pagina. Se manca una persona in questa lista, sei pregato di non aggiungerla, ma accertati piuttosto che la sua voce biografica contenga il template Bio e che i dati anagrafici siano correttamente compilati. Se il template Bio manca, inseriscilo tu stesso o, in alternativa, metti l'avviso {{tmp\|Bio}} che ne segnala la mancanza. Se i dati riportati sono sbagliati, correggi direttamente la voce biografica; le modifiche saranno visibili in questa lista entro pochi giorni. Per chiarimenti vedi il progetto biografie. La lista contiene solo le 7 persone che sono citate nell'enciclopedia e per le quali è stato implementato correttamente il template Bio. Pagina aggiornata al 13 gen 2025. |

- 12 febbraio - Corrado di Lorena, sovrano († 1101)
- Costantino Ducas, sovrano bizantino († 1096)
- Edgar di Scozia, re († 1107)
- Maud di Northumbria, regina († 1130)
- Al-Musta'li, imam († 1101)
- Ibn al-Tilmīdh, medico arabo († 1165)
- Zamakhshari, teologo e filosofo persiano († 1144)